# Коноїд

Гіперболічний параболоїд z=xy — коноїд з віссю Ox

Гіперболічний параболоїд z=xy — коноїд з віссю Oy

В геометрії, коноїд це поверхня Каталана всі твірні якої перетинають фіксовану пряму, яка називається віссю коноїда. Якщо всі твірні перпендикулярні до його осі, то коноїд називається прямим коноїдом.
Наприклад, гіперболічний параболоїд z = xy є коноїдом (більш того, це прямий коноїд) з двома осями  Ox  та Oy.
Коноїд записується параметричними рівняннями
{\displaystyle x=v\cos u+lf(u),y=v\sin u+mf(u),z=nf(u)\,}
де {ℓ, m, n} вектор паралельний до осі коноїда та ƒ(u) — деяка функція.
Якщо ℓ = m = 0 та n = 1, тоді коноїд буде прямим коноїдом.